# Дитрих фон Шьоненберг
Дитрих фон Шьоненберг (на немски: Dietrich von Schönenberg/Schönenburg/Schönberg; *ок. 1480 в замък Хартелщайн при Швирцхайм; † 10 ноември 1542 в Хайделберг) е бургграф в Алцай, маршал на Курпфалц.
Той е син на Филип фон Шьоненберг, господар на Хартелщайн и съпругата му Елизабет фон дер Лайен. Брат му Йохан Йоахим фон Шьоненберг е „амтман“ в Курфюрство Трир, Килбург и Шьонекен и амтман на Курпфалц в Щромберг и е баща на два епископа Йохан фон Шьоненберг († 1599), архиепископ и курфюрст на Трир, и Георг фон Шьоненберг († 1595), княжески епископ на Вормс.
Дитрих фон Шьоненберг е между 1520 и 1531 г. бургграф на Алцай и „оберамт“. Там той е много строг и жесток, през 1529 г. арестува и екзекутира повече от 300 души, които са с друга вяра.
През 1525 г. той е конен „обрист“ през Селската война в Пфалц. През 1540 г. той се издига на маршал на Курпфалц. През 1541 г. той представя Курпфалц в Райхстага в Регенсбург и 1542 г. в Райхстага в Нюрнберг.
От 1530 до смъртта си той наследява брат си Йохан Йоахим като кур-пфалцски „амтман“ в Щромберг. Тази служба след него поема зет му Райхард Грайфенклау-Фолрадс.
Дитрих фон Шьоненберг умира на 10 ноември 1542 г. в Хайделберг и е погребан във францисканската църква в Хайделберг.
Съобщава се, че е починал внезапно при вечеря с курфюрст Лудвиг V фон Пфалц.

## Фамилия
Дитрих фон Шьоненберг се жени 1522 г. за Анна Кемерер фон Вормс-Далберг († 6 февруари 1549, погребана в Хатенхайм), дъщеря на Дитер VI фон Далберг (1468 – 1530) и Анна фон Хелмщат († 1528). Те имат една дъщеря:
- Анна, омъжена за Райхард Грайфенклау-Фолрадс.